# Hohe Brücke (Mirow)
Hohe Brücke ist ein Wohnplatz der Stadt Mirow im Landkreis Mecklenburgische Seenplatte (Mecklenburg-Vorpommern). 

## Geographie und Verkehrsanbindung
Der Wohnplatz Hohe Brücke liegt direkt am Ufer der Müritz-Havel-Wasserstraße, über die hier die Schweinsbrücke (seltener Hohe Brücke genannt) führt in einem Waldstück namens Schweinsbrücker Tannen.
Über einen unbefestigten Weg gelangt man nach 1 km über den Wohnplatz Weinberg nach Mirow. Ein anderer Weg führt über die Schweinsbrücke nach Starsow und zum Mirower Holm. Der Kanal mündet südlich von Hohe Brücke im Zotzensee, der ebenfalls Teil der Müritz-Havel-Wasserstraße ist. 
Der Ort besteht aus lediglich einem Hof.